# Lekkoatletyka na Letnich Igrzyskach Olimpijskich 1984 – bieg na 400 m kobiet
Bieg na 400 metrów kobiet podczas XXIII Letnich Igrzysk Olimpijskich w Los Angeles rozegrano 4 (eliminacje), 5 (półfinały) i 6 sierpnia 1984 (finał) na stadionie Los Angeles Memorial Coliseum. Zwyciężczynią została reprezentantka Stanów Zjednoczonych Valerie Brisco-Hooks, która na tych igrzyskach zdobyła również złote medale w biegu na 200 metrów i w sztafecie 4 × 400 metrów. W finale ustanowiła rekord olimpijski uzyskując czas 48,83 s.

## Rekordy

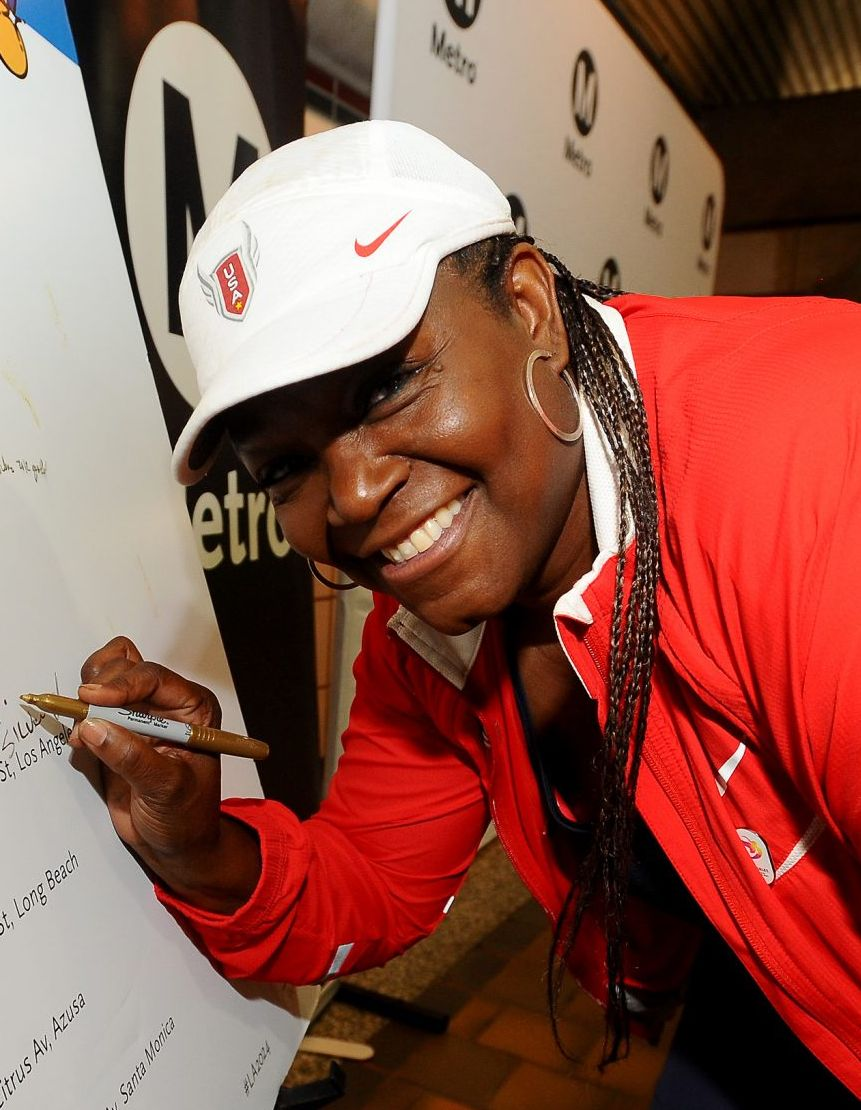
Valerie Brisco-Hooks

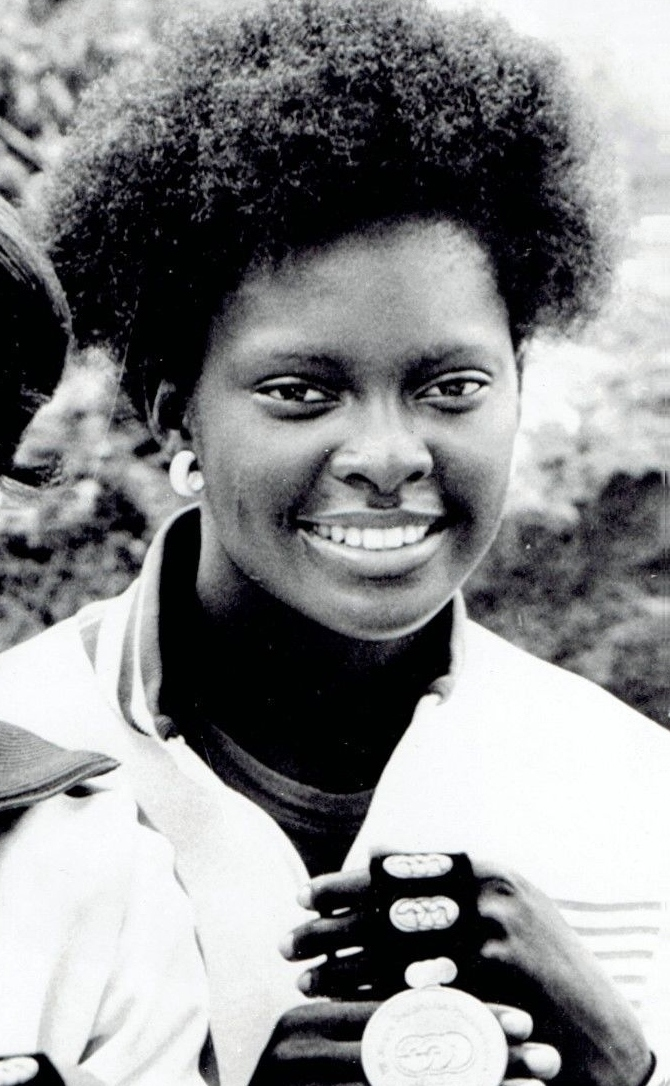
Chandra Cheeseborough

|                   | Zawodniczka           | Narodowość     | Czas  | Data                  | Miejsce  |
| ----------------- | --------------------- | -------------- | ----- | --------------------- | -------- |
| Rekord świata     | Jarmila Kratochvílová | Czechosłowacja | 47,99 | 10 sierpnia 1983(dts) | Helsinki |
| Rekord olimpijski | Marita Koch           | NRD            | 48,88 | 28 lipca 1980(dts)    | Moskwa   |

## Wyniki
| Poz. - pozycja |
| – rekord świata \| – rekord krajowy \| – rekord życiowy \| = – wyrównany rekord życiowy \| · – najlepszy wynik w sezonie \| = – wyrównany najlepszy wynik w sezonie \| – rekord olimpijski |
| Fn – falstart \| DNF – nie ukończyła \| DNS – nie wystartowała \| DSQ – zdyskwalifikowana                                                                                                  |

### Eliminacje
Rozegrano cztery biegi eliminacyjne. Do półfinałów awansowały po cztery najlepsze zawodniczki z każdego biegu (Q).

#### Bieg 1
| Poz. | Zawodniczka           | Narodowość        | Rezultat | Uwagi |
| ---- | --------------------- | ----------------- | -------- | ----- |
| 1    | Chandra Cheeseborough | Stany Zjednoczone | 50,94    | Q     |
| 2    | Charmaine Crooks      | Kanada            | 52,04    | Q     |
| 3    | Ilrey Oliver          | Jamajka           | 52,19    | Q     |
| 4    | June Griffith         | Gujana            | 52,27    | Q     |
| 5    | Heike Schulte-Mattler | RFN               | 52,77    |       |
| 6    | Erica Rossi           | Włochy            | 53,04    |       |
| 7    | Jocelyn Joseph        | Antigua i Barbuda | 53,63    |       |
| 8    | Zonia Meigham         | Gwatemala         | 55,64    |       |

#### Bieg 2
| Poz. | Zawodniczka       | Narodowość        | Rezultat | Uwagi |
| ---- | ----------------- | ----------------- | -------- | ----- |
| 1    | Gaby Bußmann      | RFN               | 52,42    | Q     |
| 2    | Kathy Cook        | Wielka Brytania   | 52,64    | Q     |
| 3    | Molly Killingbeck | Kanada            | 52,77    | Q     |
| 4    | Cathy Rattray     | Jamajka           | 52,78    | Q     |
| 5    | Gail Emmanuel     | Trynidad i Tobago | 54,07    |       |
| 6    | Elanga Buala      | Papua-Nowa Gwinea | 56,82    |       |
| 7    | Mercy Addy        | Ghana             | 58,91    |       |

#### Bieg 3
| Poz. | Zawodniczka        | Narodowość        | Rezultat | Uwagi |
| ---- | ------------------ | ----------------- | -------- | ----- |
| 1    | Lillie Leatherwood | Stany Zjednoczone | 52,05    | Q     |
| 2    | Marita Payne       | Kanada            | 52,89    | Q     |
| 3    | Helen Barnett      | Wielka Brytania   | 52,94    | Q     |
| 4    | Marie Mathieu      | Portoryko         | 53,27    | Q     |
| 5    | Emma Tahapari      | Indonezja         | 55,82    |       |
| 6    | Reawadee Srithoa   | Tajlandia         | 58,11    |       |

#### Bieg 4
| Poz. | Zawodniczka          | Narodowość        | Rezultat | Uwagi |
| ---- | -------------------- | ----------------- | -------- | ----- |
| 1    | Valerie Brisco-Hooks | Stany Zjednoczone | 51,42    | Q     |
| 2    | Ruth Waithera        | Kenia}            | 52,53    | Q     |
| 3    | Ute Thimm            | RFN               | 52,53    | Q     |
| 4    | Michelle Scutt       | Wielka Brytania   | 52,89    | Q     |
| 5    | Cynthia Green        | Jamajka           | 53,61    |       |
| 6    | Carlon Blackman      | Barbados          | 54,26    |       |
| 7    | Zeina Mina           | Liban             | 59,56    |       |

### Półfinały
Rozegrano dwa biegi półfinałowe. Do finału awansowały po cztery najlepsze zawodniczki z każdego biegu.

#### Bieg 1
| Poz. | Zawodniczka          | Narodowość        | Rezultat | Uwagi |
| ---- | -------------------- | ----------------- | -------- | ----- |
| 1    | Valerie Brisco-Hooks | Stany Zjednoczone | 51,14    | Q     |
| 2    | Kathy Cook           | Wielka Brytania   | 51,49    | Q     |
| 3    | Charmaine Crooks     | Kanada            | 51,53    | Q     |
| 4    | Ruth Waithera        | Kenia}            | 52,21    | Q     |
| 5    | June Griffith        | Gujana            | 52,39    |       |
| 6    | Cathy Rattray        | Jamajka           | 53,23    |       |
| 7    | Marie Mathieu        | Portoryko         | 53,69    |       |
| –    | Gaby Bußmann         | RFN               | DNS      |       |

#### Bieg 2
| Poz. | Zawodniczka           | Narodowość        | Rezultat | Uwagi |
| ---- | --------------------- | ----------------- | -------- | ----- |
| 1    | Chandra Cheeseborough | Stany Zjednoczone | 50,32    | Q     |
| 2    | Lillie Leatherwood    | Stany Zjednoczone | 50,63    | Q     |
| 3    | Marita Payne          | Kanada            | 50,94    | Q     |
| 4    | Ute Thimm             | RFN               | 51,03    | Q     |
| 5    | Molly Killingbeck     | Kanada            | 51,72    |       |
| 6    | Michelle Scutt        | Wielka Brytania   | 52,07    |       |
| 7    | Ilrey Oliver          | Jamajka           | 52,14    |       |
| 8    | Helen Barnett         | Wielka Brytania   | 52,26    |       |

### Finał
| Poz. | Zawodniczka           | Narodowość        | Rezultat | Uwagi       |
| ---- | --------------------- | ----------------- | -------- | ----------- |
| 1    | Valerie Brisco-Hooks  | Stany Zjednoczone | 48,83    | [ 1 ] [ 3 ] |
| 2    | Chandra Cheeseborough | Stany Zjednoczone | 49,05    |             |
| 3    | Kathy Cook            | Wielka Brytania   | 49,43    | [ 4 ]       |
| 4    | Marita Payne          | Kanada            | 49,91    | [ 5 ]       |
| 5    | Lillie Leatherwood    | Stany Zjednoczone | 50,25    |             |
| 6    | Ute Thimm             | RFN               | 50,37    |             |
| 7    | Charmaine Crooks      | Kanada            | 50,45    |             |
| 8    | Ruth Waithera         | Kenia}            | 51,56    |             |